# Watterstown (Wisconsin)
Watterstown es un pueblo ubicado en el condado de Grant en el estado estadounidense de Wisconsin. En el Censo de 2010 tenía una población de 330 habitantes y una densidad poblacional de 4,44 personas por km².

## Geografía
Watterstown se encuentra ubicado en las coordenadas 43°9′42″N 90°36′30″O / 43.16167, -90.60833. Según la Oficina del Censo de los Estados Unidos, Watterstown tiene una superficie total de 74.38 km², de la cual 71.4 km² corresponden a tierra firme y (4.01%) 2.98 km² es agua.

## Demografía
Según el censo de 2010, había 330 personas residiendo en Watterstown. La densidad de población era de 4,44 hab./km². De los 330 habitantes, Watterstown estaba compuesto por el 99.39% blancos, el 0% eran afroamericanos, el 0% eran amerindios, el 0.3% eran asiáticos, el 0% eran isleños del Pacífico, el 0% eran de otras razas y el 0.3% pertenecían a dos o más razas. Del total de la población el 0% eran hispanos o latinos de cualquier raza.